# Малая Турья (село)
Малая Турья (укр. Мала Тур'я) — село в Долинской городской общине Калушского района Ивано-Франковской области Украины.
Население по переписи 2001 года составляло 1682 человека. Занимает площадь 9,16 км². Почтовый индекс — 77551. Телефонный код — 3477.